# Беници, Филипп
Святой Фили́пп (Фили́ппо) Бени́ци, также Филипп Бени́ций (итал. Filippo Benizi, лат. Philip Benitius; 15 августа 1233[…], Флоренция — 22 августа 1285[…], Тоди, Умбрия) — итальянский монах, генеральный приор ордена сервитов, известный тем, что фактически возродил орден.

## Жизнь
Родился в 1233 году в Ольтрарно (Флоренция) в знатной семье Беници. О его детстве мало что известно. Вступил в орден сервитов как конверз и был отправлен в монастырь недалеко от Флоренции. В монастыре проявлял невиданное усердие и даже н удалялся в пещеру для медитаций. Двое посетивших его доминиканцев были настолько поражены его набожностью, что убедили его принять сан священника.
Когда Беници был избран генеральным приором 5 июня 1267 года, орден сервитов переживал кризис. Второй Лионский собор 1274 года привёл в исполнение декрет Четвёртого Латеранского собора, в соответствии с которым запрещалось основание новых религиозных орденов, а уже существующие, но не одобренные Святым Престолом, нищенствующие общины распускались. В 1276 году папа Иннокентий V в письме к Филиппу объявил орден распущенным. Беници отправился в Рим, но папа скончался до его прибытия.

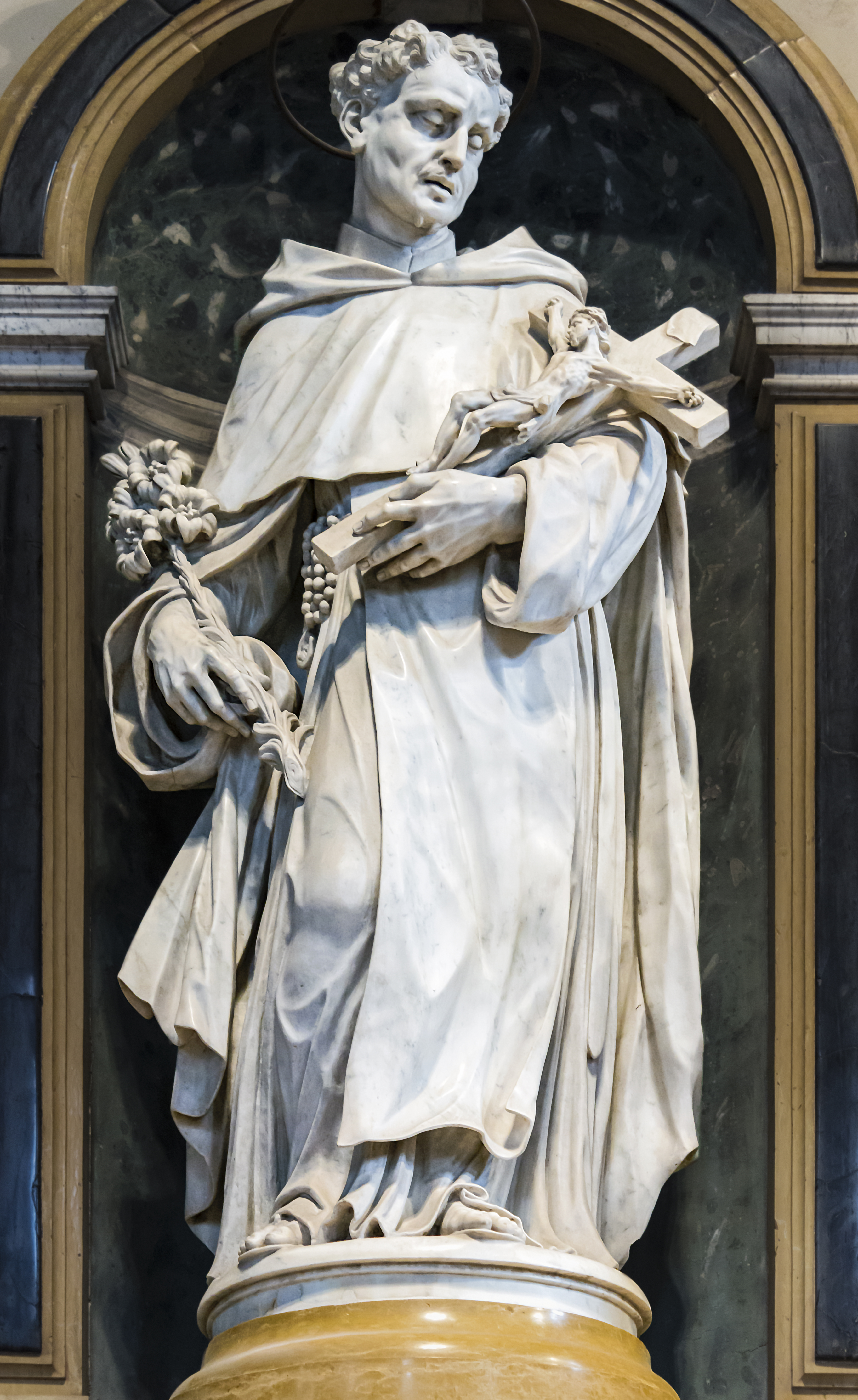
Статуя в церкви сервитов в Падуе.

Город Форли был частью Папской области, где распространились сильные антипапские настроения. В 1283 году город попал под интердикт; папа Мартин IV поручил Беници отправиться в Форли и попытаться примирить жителей. Считается, что 18-летний Перегрин Лациози, сын предводителя гибеллинов, был среди тех, кто оскорблял Беници. Тем не менее, встреча Лациози с Беници изменила молодого человека, вдохновив присоединиться к сервитам. Он был канонизирован папой Бенедиктом XIII в 1726 году.
Скончался в 1285 году во время Октавы Вознесения в Тоди, где и был похоронен.

## Почитание
Мощи находятся в церкви сервитов в Тоди, Умбрия; статуя святого в церкви работы Бернини. Папа Лев X признал культ Беници 24 января 1516 года, тем самым фактически причислив его к лику блаженных; папа Климент X канонизировал его в 12 апреля 1671 года.
День памяти — 23 августа.